# Samir
Samir is een bestuurslaag in het regentschap Tulungagung van de provincie Oost-Java, Indonesië. Samir telt 1701 inwoners (volkstelling 2010).